# 岡田美智子
岡田 美智子（おかだ みちこ、1945年1月11日 - ）は、福島県いわき市出身の日本の女子プロゴルファー。所属は日本ブラインドゴルフ振興協会。JLPGAツアー最年長優勝記録保持者、同管轄大会初のエージシュート達成者。

## 経歴
いわき市立四倉中学校卒業後、洋裁学校に入学するも中退。川崎国際カントリー倶楽部 (神奈川県) にキャディとして就職し、自らもプレーするようになる。1967年に行われた第1回女子プロテストに合格し、1期生となった。創立記念競技に参加し10位。
1969年、1970年ともに樋口久子に次ぐ賞金ランク2位 (自己最高位) 。その後も1973年まで一桁順位が続き、1974年は同15位で同年から中村寅吉に師事。
1975年は十和田湖国際女子オープンでツアー初優勝、賞金ランク8位。1976年は大雪山女子オープンで優勝、賞金ランク10位。1977年はミヤギテレビ杯女子オープンゴルフトーナメントで優勝、賞金ランク12位。1978年はLPGA美津濃ジャパンゴルフクラシックで優勝、賞金ランク7位。
1979年、1980年は優勝がなかったが、1981年は西海国立公園女子オープンゴルフトーナメントで3年ぶりの優勝、賞金ランク6位。1983年は広島女子オープンゴルフ、1986年はUCCレディス、1989年は三菱電機ファンタスレディスゴルフでそれぞれ優勝。
1992年シーズン前半は予選落ちが多かったが、後半は決勝進出が続いた。廣済堂アサヒゴルフカップでは初日に自己最高スコア65を記録。通算13アンダー、2位・安井純子と7打差をつけて優勝した。当時の47歳253日はJLPGAの最年長優勝記録。年間獲得賞金は2,771万円余で自己最高額。
1995年、大王製紙エリエール女子オープンゴルフトーナメントでは小林浩美ら5人の2位に2打差をつけて優勝。50歳312日で自身の持つJLPGA最年長記録を更新し、後にギネス世界記録に認定された。
2003年、58歳でレギュラーツアーを引退。
2020年、日本プロゴルフ殿堂から女子プレーヤー部門で顕彰された。
2021年5月、76歳110日で迎えたレジェンズツアー最終日に1バーディー3ボギーの74を記録。JLPGA管轄大会初のエージシュートを達成。

## 人物
- 1976年12月に日立製作所コンピューター技師と結婚。夫はPGAインストラクター資格を取得。大橋巨泉夫妻とオーストラリアで一緒にラウンドした経験がある[2]。

## 表彰
- 日本プロスポーツ功労賞 (1998年)
- LPGA
  - 敢闘賞 (1992年、1995年)